# ZDHHC14
ZDHHC14‏ (Zinc finger DHHC-type containing 14) هوَ بروتين يُشَفر بواسطة جين ZDHHC14 في الإنسان.